# 生利大樓

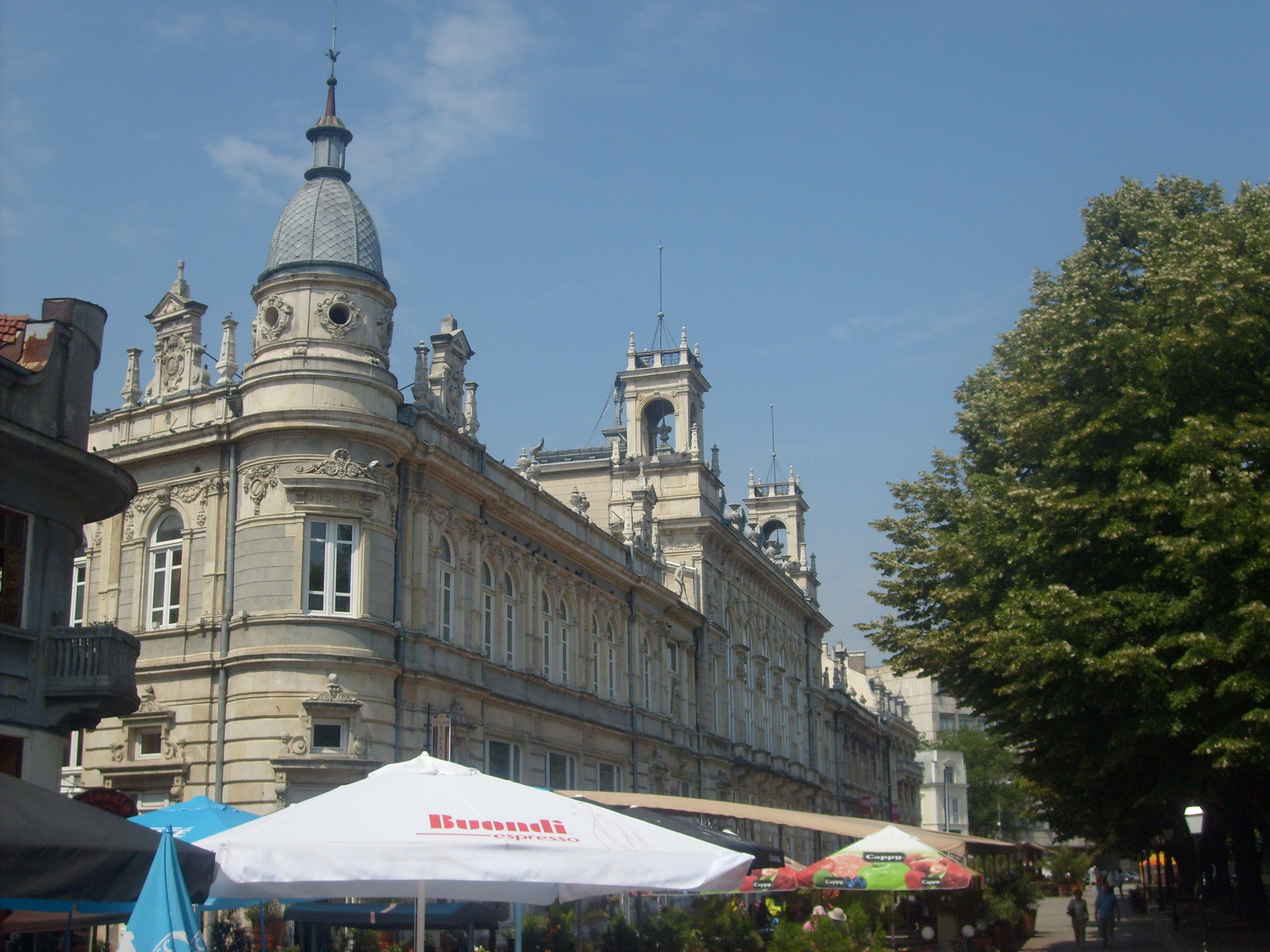
生利大樓

生利大樓是保加利亞城市魯塞的一座新古典主義建築，位於自由廣場。

## 历史
這座建築修建於1898年至1902年，以提供當地劇團的演出場地。大樓的名稱來自於其目的：通過出租場地以賺取利益。現在生利大樓是魯塞的文化紀念建築和地標之一。